# Neotrichoporoides flavobrunneus
Neotrichoporoides flavobrunneus är en stekelart som först beskrevs av Schulten och Feijen 1984.  Neotrichoporoides flavobrunneus ingår i släktet Neotrichoporoides och familjen finglanssteklar. Inga underarter finns listade i Catalogue of Life.